# Octahedron
Octahedron es el quinto álbum de estudio del grupo de rock The Mars Volta, que fue lanzado el 23 de junio de 2009. El disco fue distribuido por Warner Bros. Records en Norteamérica y Mercury Records en el resto del mundo.

## Producción
Omar Rodríguez-López se pronunció sobre el próximo álbum a principios de enero de 2008, mes en el cual The Bedlam in Goliath fue lanzado, anunciando que "Lo considero nuestro álbum acústico." Cedric Bixler-Zavala también definió este disco como "acústico" y "melódico," para declarar: "Sabemos como de lineal puede ser la gente en su forma de pensar, así que cuando escuchen el nuevo álbum, dirán '¡Esto no es un álbum acústico! ¡Hay electricidad en él!', pero es nuestra versión. Eso es lo que nuestra banda hace -- mutaciones. Es nuestra versión de lo que consideramos un álbum acústico."

## Promoción
El 22 de abril de 2009, el primer sencillo del disco, "Cotopaxi," fue emitido como "la canción más candente del mundo" de ese día en el programa de Zane Lowe de la BBC Radio One.
Un correo electrónico enviado a aquellos que estaban suscritos al noticiario de The Mars Volta el 16 de mayo confirmó los detalles del disco y proporcionó un enlace que permitía escuchar mediante streaming cuatro canciones ("Since We've Been Wrong," "Cotopaxi," "With Twilight as My Guide," and "Desperate Graves") tras insertar uno de los cuatro álbumes de estudio de la banda en el lector del ordenador del usuario. La promoción también daba la oportunidad de ganar un par de entradas para su concierto en el ICA de Londres, el 18 de junio y un enlace para comprar con antelación un edición limitada del álbum. También se informó que Omar Rodríguez-López estaba trabajando en un vídeo para acompañar "Cotopaxi" que debería estar terminado para la semana del 24 de mayo.
Una web interactiva fue también lanzada, la cual incluía "Since We've Been Wrong" y "Cotopaxi", así como sus letras y varias fotos de Rodriguez-Lopez y Bixler-Zavala.

## Lista de canciones
| N.º | Título                      | Duración |  |
| 1.  | «Since We've Been Wrong»    | 7:20     |  |
| 2.  | «Teflon»                    | 5:04     |  |
| 3.  | «Halo of Nembutals»         | 5:30     |  |
| 4.  | «With Twilight as My Guide» | 7:52     |  |
| 5.  | «Cotopaxi»                  | 3:38     |  |
| 6.  | «Desperate Graves»          | 4:56     |  |
| 7.  | «Copernicus»                | 7:22     |  |
| 8.  | «Luciforms»                 | 8:21     |  |